# Onthophagus muelleri
Onthophagus muelleri är en skalbaggsart som beskrevs av Gottfried Novak 1921. Onthophagus muelleri ingår i släktet Onthophagus och familjen bladhorningar. Inga underarter finns listade i Catalogue of Life.